# Vatican Information Service
Vatican Information Service (VIS) – elektroniczny serwis informacyjny Biura Prasowego Stolicy Apostolskiej, publikujący informacje o Magisterium i działalności pastoralnej Papieża oraz Kurii Rzymskiej, w postaci elektronicznej:
- na stronach internetowych
- bezpłatnego newslettera w formatach (do wyboru) HTML lub tekstowym

VIS jest jednym z mediów informacyjnych Stolicy Apostolskiej, obok Biuletynu Biura Prasowego Stolicy Apostolskiej, zawierającego, w przeciwieństwie do VIS (który zawiera informacje skrócone i podsumowania), pełne treści przemówień, komunikatów i dokumentów w ich językach oryginalnych (oraz tłumaczeniach gdy są dostępne). Do mediów informacyjnych Stolicy Apostolskiej należą również gazeta L’Osservatore Romano, CTV – Centrum Telewizyjne Watykanu i Radio Watykańskie.

## Tematyka serwisu VIS
VIS publikuje dzienne podsumowanie działalności Papieża i Stolicy Apostolskiej.
Każde wydanie zawiera głównie akty pontyfikalne i nominacje, podsumowania homilii i przemówień Papieża, prezentacje i komunikaty dotyczące dokumentów pontyfikalnych i dykasteryjnych Stolicy Apostolskiej, działalności Kongregacji, Rad Papieskich, Synodów itp., oraz oficjalne oświadczenia publikowane przez Biuro Prasowe Stolicy Apostolskiej.

## Kalendarz transmisji
Serwis, uruchomiony w 1991, publikuje wiadomości od poniedziałku do piątku przez cały rok, z wyjątkiem sierpnia oraz niektórych szczególnych dni, np. Triduum Paschalnego, czy świąt Bożego Narodzenia, albo też rocznicy ustanowienia Miasta Państwa Watykan – czyli dni wolnych od pracy w Watykanie (szczegółowy całoroczny kalendarz transmisji dostępny jest w formie tabeli na stronie internetowej VIS).
VIS jest wysyłany do subskrybentów każdego dnia o godzinie 15:00 (czasu rzymskiego), informacje te są więc dostępne przed ich transmisją w mediach.

## Wersje językowe
Serwis dostępny jest w 4 językach:
- hiszpańskim (kastylijskim)
- angielskim
- francuskim
- włoskim

## Bezpłatny newsletter VIS
Każdy użytkownik Internetu może otrzymywać bezpłatnie codzienne informacje VIS na swoją skrzynkę poczty elektronicznej e-mail. W tym celu należy zapisać się na listę wysyłkową newslettera VIS. Użytkownik proszony jest o podanie obowiązkowo jedynie adresu poczty elektronicznej, na który chce otrzymywać newsletter (można podać jeszcze swoje imię, nie jest to jednak obowiązkowe) oraz o wybór formatu (tekstowego lub HTML), w którym przysyłane będą wiadomości. Język, w jakim ma być przysyłany newsletter wybierany jest domyślnie na podstawie języka, w którym użytkownik wybrał wcześniej wyświetlanie strony umożliwiającej zapisanie się – można go jednak łatwo zmienić, przełączając się do innej wersji językowej.

## Wykorzystywanie informacji z VIS
Zgodnie z międzynarodowymi regulacjami dotyczącymi własności intelektualnej i praw autorskich, do przetwarzania serwisu VIS, w części lub w całości, lub do elektronicznych retransmisji, niezbędna jest wcześniejsza autoryzacja. Dodatkowo, zawsze niezbędne jest zacytowanie źródła (VIS – Vatican Information Service). Na stronie internetowej VIS podany jest adres kontaktowy umożliwiający otrzymanie pozwolenia.